# Formigueiro
Formigueiro är en kommun i Brasilien.   Den ligger i delstaten Rio Grande do Sul, i den södra delen av landet, 1 700 km söder om huvudstaden Brasília. Antalet invånare är 7 014.
Trakten runt Formigueiro består i huvudsak av gräsmarker. Runt Formigueiro är det mycket glesbefolkat, med 3 invånare per kvadratkilometer.